# Baia dell'Ammiragliato (Isole Shetland Meridionali)
La baia dell'Ammiragliato è una baia larga circa 8 km e dalla forma irregolare situata sulla costa sud-occidentale dell'Isola di Re Giorgio, la più vasta delle Isole Shetland Meridionali, a nord del termine della Penisola Antartica.

## Geografia
La baia è delimitata a ovest dal duomo Varsavia, a nord dal duomo Arctowski e a est dal duomo Cracovia.
 A nord la baia si divide in tre grandi insenanture: l'insenatura di Ezcurra, che si estende verso sud-ovest, e le insenature di Martel e di Mackellar, che si estendono verso nord-est, le cui coste sono poi a loro volta ricche di insenature e piccole cale. All'interno della baia,  i cui confini sono costituiti da punta Demay, a ovest, e capo Martins, a est, o comunque all'interno delle molte calette lungo le sue coste, si gettano diversi ghiacciai, tra cui il Baranowski, lo Sphinx e l'Ecology, da ovest, il Viéville, da est, e il Lange, da nord.

## Storia
La baia dell'Ammiragliato venne riportata con il suo attuale nome già su mappe del 1822 redatte dal capitano britannico George Powell, nome che le venne probabilmente dato in onore dell'Ammiragliato britannico, l'autorità del Regno Unito allora responsabile del comando della Royal Navy, e in seguito tale nome è stato poi accettato dalla comunità internazionale. Essa è stata visitata da diverse spedizioni di ricerca ed esplorazione, a cominciare dalla spedizione francese in Antartide svoltasi dal 1908 al 1910 al comando di Jean-Baptiste Charcot.

Sulle coste della baia sono state realizzate diverse stazioni di ricerca, come la brasiliana "Comandante Ferraz" e la polacca "Henryk Arctowski".

## Conservazione
La costa occidentale della baia è stata dichiarata Area Specialmente Protetta dell'Antartide (codice ASPA 128) e  Important Bird Area dalla BirdLife International in virtù della presenza, in quella zona, di colonie composte da diverse migliaia di coppie di pigoscelidi di Adelia, pigoscelidi comuni e pigoscelidi antartici, oltre al fatto che essa è anche sito di nidificazione di diverse altre specie di uccelli marini come la procellaria del capo, il chione bianco, lo zafferano meridionale e molti altri.